# Condors d'argent
Les Condors d'argent (Premios Cóndor de Plata en espagnol) sont des récompenses cinématographiques argentines attribuées depuis 1943 par l'Association des critiques de cinéma argentins (es).
Avec les prix Sud (Premios Sur), ce sont les plus importantes récompenses du cinéma argentin.

## Association des critiques de cinéma argentins
L'Association des critiques de cinéma argentins (es) (Asociación de Cronistas Cinematográficos de la Argentina en espagnol) est une association argentine de critiques de cinéma fondée en 1942 et basée à Buenos Aires. Elle a pris en charge depuis 1959 l'organisation du Festival international du film de Mar del Plata.

## Catégories
En 2019, les catégories en compétition étaient les suivantes :
- Meilleur film
- Meilleur réalisation
- Meilleur acteur
- Meilleure actrice
- Meilleur acteur de second rôle
- Meilleure actrice de second rôle
- Révélation masculine
- Révélation féminine
- Meilleur scénario original
- Meilleur scénario adapté
- Meilleure direction artistique
- Meilleurs costumes
- Meilleurs maquillages
- Meilleure photographie
- Meilleur son
- Meilleur montage
- Meilleure musique originale
- Meilleure chanson
- Meilleur documentaire
- Meilleur court métrage de fiction
- Meilleur court métrage de fiction documentaire
- Meilleur film hispano-américain
- Meilleure première œuvre
- Meilleure coproduction avec l'Argentine
- Meilleur téléfilm ou série télévisée
- Meilleure réalisation de série télévisée
- Meilleur acteur de série télévisée
- Meilleure actrice de série télévisée

## Condor d'argent du meilleur film

### Années 1940
- 1943 : La Guerre des gauchos (La guerra gaucha) de Lucas Demare
- 1944 : Juvenilia de Augusto César Vatteone
- 1945 : Su mejor alumno de Lucas Demare
- 1946 : La dama duende de Luis Saslavsky
- 1947 : L'Enfer de la jalousie (Celos) de Mario Soffici
- 1948 : Sérénade espagnole (Albéniz) de Luis César Amadori
- 1949 : Le mendiant de minuit (Dios se lo pague) de Luis César Amadori

### Années 1950
- 1950 : Almafuerte de Luis César Amadori
- 1951 : Escuela de campeones de Ralph Pappier
- 1952 : Ceux des îles (Los isleros) de Lucas Demare
- 1953 : Le Fleuve de sang (Las aguas bajan turbias) de Hugo del Carril
- 1954 : Caballito criollo de Ralph Pappier
- 1955 : Guacho de Lucas Demare et Barrio gris de Mario Soffici
- 1956 : La Quintrala, doña Catalina de los Ríos y Lisperguer de Hugo del Carril
- 1957 : Los tallos amargos de Fernando Ayala
- 1959 : El jefe de Fernando Ayala

### Années 1960
- 1960 : La Chute (La caída) de Leopoldo Torre Nilsson
- 1961 : Shunko de Lautaro Murúa
- 1962 : Alias Gardelito de Lautaro Murúa
- 1963 : Los jóvenes viejos de Rodolfo Kuhn
- 1964 : Paula cautiva de Fernando Ayala
- 1965 : Los evadidos de Enrique Carreras
- 1966 : Crónica de un niño solo de Leonardo Favio
- 1967 : L'Œil qui espionne (El ojo de la cerradura) de Leopoldo Torre Nilsson
- 1968 : Este es el romance del Aniceto y la Francisca... de Leonardo Favio
- 1969 : Martín Fierro de Leopoldo Torre Nilsson

### Années 1970
- 1970 : Don Segundo Sombra de Manuel Antín
- 1971 : Juan Lamaglia y señora de Raúl de la Torre
- 1972 : Nosotros los monos de Edmund Valladares et La valija de Enrique Carreras
- 1973 : La Mafia (La maffia) de Leopoldo Torre Nilsson
- 1974 : Juan Moreira de Leonardo Favio et Las venganzas de Beto Sánchez de Héctor Olivera

### Années 1980
- 1981 : El infierno tan temido de Raúl de la Torre
- 1982 : Le Temps de la revanche (Tiempo de revancha) d'Adolfo Aristarain
- 1983 : Plata dulce de Fernando Ayala
- 1985 : Darse cuenta d'Alejandro Doria
- 1986 : L'Histoire officielle (La historia oficial) de Luis Puenzo
- 1987 : Tangos, l'exil de Gardel (El exilio de Gardel (Tangos)) de Fernando Solanas
- 1988 : Homme regardant au sud-est (Hombre mirando al sudeste) d'Eliseo Subiela
- 1989 : La deuda interna de Miguel Pereira

### Années 1990
- 1990 : La ciudad oculta de Osvaldo Andéchaga
- 1991 : Últimas imágenes del naufragio de Eliseo Subiela
- 1992 : Después de la tormenta de Tristán Bauer
- 1993 : Un Lieu dans le monde (Un lugar en el mundo) de Adolfo Aristarain
- 1994 : Gatica, el Mono de Leonardo Favio
- 1995 : Cortázar de Tristán Bauer
- 1996 : Casas de fuego de Juan Bautista Stagnaro
- 1997 : Sol de otoño de Eduardo Mignogna
- 1998 : Buenos Aires Vice Versa de Alejandro Agresti
- 1999 : Pizza, birra, faso de Bruno Stagnaro et Adrián Caetano

### Années 2000
- 2000 : El mismo amor, la misma lluvia de Juan José Campanella
- 2001 : Les Neuf Reines (Nueve reinas) de Fabián Bielinsky
- 2002 : Le Fils de la mariée (El hijo de la novia) de Juan José Campanella
- 2003 : Historias mínimas de Carlos Sorín
- 2004 : Valentín de Alejandro Agresti
- 2005 : Roma de Adolfo Aristarain
- 2006 : El aura de Fabián Bielinsky
- 2007 : Buenos Aires 1977 (Crónica de una fuga) de Adrián Caetano
- 2008 : XXY de Lucía Puenzo
- 2009 : Aniceto de Leonardo Favio

### Années 2010
- 2010 : Dans ses yeux (El secreto de sus ojos) de Juan José Campanella
- 2011 : Carancho de Pablo Trapero
- 2012 : Les Acacias (Las acacias) de Pablo Giorgelli
- 2013 : Enfance clandestine (Infancia clandestina) de Benjamín Ávila
- 2014 : Le Médecin de famille (Wakolda) de Lucía Puenzo
- 2015 : Refugiado de Diego Lerman
- 2016 : El patrón: radiografía de un crimen de Sebastián Schindel
- 2017 : La luz incidente d'Ariel Rotter
- 2018 : Zama de Lucrecia Martel
- 2019 : L'Ange (El Ángel) de Luis Ortega

### Années 2020
- 2020 : Los sonámbulos de Paula Hernández[1]
- 2021 : Las siamesas de Paula Hernández
- 2022 : El perro que no calla de Ana Katz
- 2023 : Argentine, 1985 de Santiago Mitre